# Mirosław Łapiński
Mirosław Łapiński (ur. 12 marca 1932 w Kiwercach (ob. Ukraina), zm. 21 grudnia 2006 w Szczecinie) – polski profesor nauk rolniczych w zakresie genetyki i hodowli roślin, nauczyciel akademicki
Studiował na Wydziale Biologii Uniwersytetu im. I.I. Miecznikowa w Odessie, gdzie otrzymał tytuł zawodowy magistra biologii. Stopień doktora otrzymał w 1964, doktora habilitowanego (1977), tytuł profesora nauk rolniczych (1992). W latach 1964–1965 odbył staż naukowy w Zakładzie Hodowli Kukurydzy Uniwersytetu Stanowego w Iowa (Ames, Iowa, USA).
Na emeryturę przeszedł 1.10.2002, ale do końca życia prowadził prace badawcze, na które jako emerytowany profesor pozyskiwał fundusze ze źródeł pozauczelnianych.
Zmarł w Szczecinie, został pochowany na Cmentarzu Centralnym w kwaterze 9K/20/9.

## Praca zawodowa
Po studiach, 1.09.1956, został zatrudniony na Wydziale Rolniczym Akademii Rolniczej w Szczecinie jako asystent. W kolejnych latach pracował jako adiunkt (1964–1979), docent (1978–1991), profesor nadzwyczajny (1991–2000) oraz profesor zwyczajny (2000–2002).
Profesor Mirosław Łapiński był współorganizatorem Katedry Hodowli Roślin i Nasiennictwa na Wydziale Rolniczym WSR. W latach 1979–1983 był dyrektorem Instytutu Hodowli Roślin i Nasiennictwa AR, w latach 1984–1989 i 1992–2002 – kierownikiem Katedry, w latach 1986–1993 – członkiem SenatuAR, w latach 1987–1990 i 1993–2002 – przewodniczącym Komisji Dyscyplinarnej dla Nauczycieli. Był członkiem Rady Naukowej przy Wojewodzie Szczecińskim (1975–1978), ławnikiem Sądu Rejonowego w Szczecinie (1977–1986), członkiem Rady Naukowej Instytutu Hodowli i Aklimatyzacji Roślin (1985–1992), członkiem Komitetu Fizjologii, Genetyki i Hodowli Roślin PAN (1990–1998).
Profesor Mirosław Łapiński prowadził badania naukowe w zakresie genetyki i hodowli roślin. Początkowo zajmował się przydatnością autotetraploidalnych form gryki – był współautorem odmiany ‘Emka’ (w Rejestrze od 1969 do 1996). Należał do światowych prekursorów badań nad hodowlą odmian mieszańcowych żyta, twórcą oryginalnego systemu cytoplazmatycznej męskiej jałowości u żyta, odkrywcą powszechności występowania sterylizującej pyłek cytoplazmy w populacjach żyta uprawnego.
Opublikował ogółem 89 prac naukowych, w tym około 30 prac oryginalnych i sześć referatów. Wykonał około 100 recenzji. Wypromował dwóch doktorów i 37 magistrów. Pod Jego opieką naukową zakończono z sukcesem dwa przewody habilitacyjne. Przez 44 lata nauczał genetyki oraz hodowli roślin i nasiennictwa. Ceniony za swoją wiedzę przez środowisko praktyków – jako ekspert konsultował programy hodowlane realizowane w polskich spółkach hodowli roślin.
Profesor Łapiński był członkiem założycielem Polskiego Towarzystwa Genetycznego, a ponadto należał do Związku Twórców Odmian Roślin Uprawnych, Szczecińskiego Towarzystwa Naukowego i Polskiego Towarzystwa Fitopatologicznego.

## Nagrody i odznaczenia[1]
- nagroda Ministra za rozprawę habilitacyjną (1978)
- Krzyż Kawalerski Orderu Odrodzenia Polski (1987)
- Złoty Krzyż Zasługi (1976)
- Medal Komisji Edukacji Narodowej (1994)
- Medal 40-lecia Polski Ludowej
- Odznaka „Gryf Pomorski” (1973)
- medal „Zasłużony dla AR w Szczecinie” (1979)